# Amazake
L'amazake (en japonès: 甘酒) és una beguda japonesa tradicional, dolça i lleugerament alcohòlica feta d'arròs fermentat.
L'amazake es data des del període Kofun, i es menciona en el Nihonshoki. És part de la família de menjars tradicionals japonesos fetes usant l'Aspergillus oryzae (麹, Kōji) que inclou el miso, salsa de soja i sake.